# Corod
Corod é uma comuna romena localizada no distrito de Galaţi, na região de Moldávia. A comuna possui uma área de 105.59 km² e sua população era de 7648 habitantes segundo o censo de 2007.